# Ternana Calcio 2016-2017
Questa voce raccoglie le informazioni riguardanti la Ternana Calcio nelle competizioni ufficiali della stagione 2016-2017.

## Stagione
Nella stagione 2016-2017 la Ternana disputa il 26º campionato di Serie B della sua storia. L'allenatore designato è Christian Panucci, chiamato a sostituire Roberto Breda il quale ha terminato il contratto alla fine della scorsa stagione. Il 7 agosto, dopo la prima partita ufficiale stagionale (in casa contro il Pordenone), Panucci in conferenza stampa dichiara dissenso riguardo a varie scelte e comportamenti da parte della proprietà, attaccando più o meno velatamente il Direttore Generale Capizzi e chiedendo un incontro con l'Amministratore unico Simone Longarini. Quattro giorni dopo arriva l'esonero di Panucci e la rescissione consensuale del contratto del Direttore sportivo Larini. Come nuovo allenatore viene nominato Benny Carbone e gli viene anche affidato il ruolo di responsabile del mercato, in stile manager all'inglese. Le fere disputano un campionato nelle zone basse della classifica, al termine del girone di andata hanno solo 20 punti, penultime in classica. Il girone di ritorno inizia con un'ulteriore sconfitta a Pisa, la quarta di fila a cavallo del giro di boa. Si corre ai ripari cambiando tecnico, si punta su Carmine Gautieri per rilanciare i rossoverdi umbri. La cura non ha effetti, a metà marzo tocca al quinto tecnico in stagione Fabio Liverani, il cui avvento da la giusta scossa, infatti nel girone di ritorno la Ternana ottiene 29 punti, in totale fanno 49 punti, tanti quanto bastano per ottenere la salvezza, senza passare dai Play-out, che non si disputano perché 5 punti separano il Trapani che è quart'ultimo, dalla Ternana quint'ultima. Miglior marcatore ternano di stagione è stato l'uruguaiano Felipe Avenatti con 12 reti. Nella Coppa Italia Tim Cup nel secondo turno le fere eliminano (2-0) il Pordenone, nel terzo turno vengono eliminate (2-0) dal Cesena.

## Divise e sponsor
Il fornitore ufficiale di materiale tecnico per la stagione 2016-2017 è Macron.
| Casa | Trasferta | Terza divisa |

## Organigramma societario
Area dirigenziale
- Patron: Edoardo Longarini
- Presidente: Simone Longarini
- Amministratore Delegato: Stefano Dominicis
- Direttore Generale: Alessandro Capizzi

Area organizzativa
- Segretario sportivo: Vanessa Fenili
- Segreteria amministrativa: Francesca Bernardini
- Segreteria organizzativa: Francesca Caffarelli

Area comunicazione
- Area comunicazione: Lorenzo Modestino
- Area marketing: Agnese Passoni
- Resp. relazioni esterne: Sergio Salvati

Area tecnica
- Direttore sportivo: Fabrizio Larini , fino all'11 agosto 2016, Danilo Pagni , dal 4 gennaio 2017
- Allenatore: Christian Panucci , fino all'11 agosto 2016, Benito Carbone , dal 14 agosto 2016 al 21 gennaio 2017, Carmine Gautieri (dal 22 gennaio 2017), Fabio Liverani , dal 6 marzo 2017
- Allenatore in seconda: Paolo Ridolfi , fino all'11 agosto 2016, Antonio Alessandria , dal 14 agosto 2016 al 21 gennaio 2017 e dal 6 marzo Pierluca Cincione , dal 22 gennaio 2017 al 6 marzo 2017
- Collaboratore tecnico: Donato Lomonte , dal 14 agosto 2016 al 21 gennaio 2017
- Preparatore atletico: Alessandro Ciullini , fino all'11 agosto 2016, Alessandro Scaia , dal 14 agosto 2016 al 21 gennaio 2017 e dal 6 marzo, Francesco Del Morgine , dal 22 gennaio 2017 al 6 marzo 2017
- Preparatore dei portieri: Franco Tancredi , fino all'11 agosto 2016, Marco Bonaiuti , dal 14 agosto 2016 al 21 gennaio 2017 e dal 6 marzo 2017, Luca Righi , dal 22 gennaio 2017 al 6 marzo 2017.

Area medica
- Responsabile staff sanitario: Michele Martella
- Medici sociali: Fabio Muzi, Daniele Valeri
- Massaggiatori: David Vincioni, Michele Federici

### Rosa
Rosa aggiornata al 31 gennaio 2017.
| N. |                       | Ruolo | Calciatore          |
| -- | --------------------- | ----- | ------------------- |
| 1  | Italia (bandiera)     | P     | Raffaele Di Gennaro |
| 2  | Italia (bandiera)     | D     | Damiano Zanon       |
| 3  | Italia (bandiera)     | D     | Andrea Rossi        |
| 4  | Slovacchia (bandiera) | D     | Martin Valjent      |
| 5  | Italia (bandiera)     | D     | Alberto Masi        |
| 6  | Italia (bandiera)     | D     | Biagio Meccariello  |
| 7  | Italia (bandiera)     | A     | Gaetano Monachello  |
| 8  | Italia (bandiera)     | C     | Manuel Coppola      |
| 9  | Italia (bandiera)     | A     | Antonino La Gumina  |
| 10 | Uruguay (bandiera)    | A     | César Falletti      |
| 11 | Croazia (bandiera)    | A     | Marko Dugandžić     |
| 14 | Italia (bandiera)     | A     | Simone Palombi      |
| 16 | Italia (bandiera)     | A     | Lorenzo Di Livio    |
| 17 | Italia (bandiera)     | C     | Jacopo Petriccione  |
| 18 | Italia (bandiera)     | D     | Luca Germoni        |

| N. |                      | Ruolo | Calciatore                  |
| -- | -------------------- | ----- | --------------------------- |
| 19 | Italia (bandiera)    | D     | Giovanni Di Noia            |
| 20 | Uruguay (bandiera)   | A     | Felipe Avenatti             |
| 22 | Italia (bandiera)    | P     | Simone Aresti               |
| 23 | Italia (bandiera)    | A     | Robert Acquafresca          |
| 24 | Italia (bandiera)    | D     | Fabio Della Giovanna        |
| 25 | Italia (bandiera)    | C     | Marino Defendi              |
| 26 | Slovenia (bandiera)  | C     | Armin Bacinovic             |
| 27 | Italia (bandiera)    | C     | Cristian Ledesma (capitano) |
| 28 | Italia (bandiera)    | D     | Luca Germoni                |
| 29 | Italia (bandiera)    | C     | Antonio Palumbo             |
| 30 | Italia (bandiera)    | D     | Matteo Contini              |
| 31 | Italia (bandiera)    | D     | Leonardo Sernicola          |
| 33 | Francia (bandiera)   | D     | Modibo Diakité              |
| 34 | Argentina (bandiera) | A     | Juan Surraco                |
| 34 | Italia (bandiera)    | A     | Stefano Pettinari           |

## Calciomercato

### Sessione estiva (dal 1/7/2016 al 31/8/2016)
| Acquisti | Acquisti             | Acquisti   | Acquisti                                                                 |
| R.       | Nome                 | da         | Modalità                                                                 |
| -------- | -------------------- | ---------- | ------------------------------------------------------------------------ |
| P        | Simone Aresti        | Pescara    | definitivo                                                               |
| P        | Raffaele Di Gennaro  | Inter      | prestito                                                                 |
| P        | Alessandro Piacenti  |            | svincolato                                                               |
| P        | Matteo Pisseri       | Monopoli   | fine prestito                                                            |
| D        | Stefano Cason        | Atalanta   | prestito con diritto di riscatto e controriscatto                        |
| D        | Matteo Contini       | Atalanta   | prestito                                                                 |
| D        | Fabio Della Giovanna | Inter      | prestito con diritto di riscatto e controriscatto                        |
| D        | Luca Germoni         | Lazio      | prestito con diritto di riscatto e controriscatto                        |
| C        | Armin Bačinovič      |            | svincolato                                                               |
| C        | Marino Defendi       | Bari       | definitivo                                                               |
| C        | Giovanni Di Noia     | Bari       | prestito con diritto di riscatto e controriscatto                        |
| C        | Antonio Palumbo      | Sampdoria  | prestito                                                                 |
| C        | Jacopo Petriccione   | Fiorentina | prestito con diritto di riscatto e controriscatto                        |
| A        | Lorenzo Di Livio     | Roma       | prestito con diritto di riscatto e controriscatto                        |
| A        | Antonino La Gumina   | Palermo    | prestito con diritto di riscatto e controriscatto                        |
| A        | Simone Palombi       | Lazio      | prestito con opzione per due anni e diritto di riscatto e controriscatto |
| A        | Simone Russini       | Lumezzane  | fine prestito                                                            |
| A        | Francesco Salvemini  | Messina    | fine prestito                                                            |
| A        | Juan Surraco         | Lecce      | definitivo                                                               |
| A        | Leonardo Taurino     | Martina    | fine prestito                                                            |

| Cessioni | Cessioni               | Cessioni    | Cessioni                                      |
| R.       | Nome                   | a           | Modalità                                      |
| -------- | ---------------------- | ----------- | --------------------------------------------- |
| P        | Matteo Pisseri         |             | svincolato                                    |
| P        | Luca Mazzoni           | Livorno     | definitivo                                    |
| P        | Andrea Sala            | Reggina     | prestito                                      |
| D        | Alejandro González     | Verona      | fine prestito                                 |
| D        | Jens Janse             |             | svincolato                                    |
| D        | Alessio Lo Porto       | Tuttocuoio  | definitivo                                    |
| D        | Davide Monteleone      | Palermo     | fine prestito                                 |
| D        | Fabiano Santacroce     |             | svincolato                                    |
| D        | Luigi Vitale           |             | svincolato                                    |
| C        | Massimiliano Busellato | Cittadella  | fine prestito                                 |
| C        | Paolo Grossi           |             | svincolato                                    |
| C        | Antonio Palumbo        | Sampdoria   | definitivo, 700.000€ + 15 % su futura vendita |
| C        | Franco Signorelli      | Empoli      | fine prestito                                 |
| C        | Gennaro Troianiello    | Salernitana | fine prestito                                 |
| C        | Enrico Zampa           | Ancona      | definitivo                                    |
| A        | Niccolò Belloni        | Inter       | fine prestito                                 |
| A        | Fabio Ceravolo         |             | svincolato                                    |
| A        | Federico Furlan        | Bari        | definitivo (450.000 € + Marino Defendi)       |
| A        | Cedric Gondo           | Fiorentina  | fine prestito                                 |
| A        | Simone Russini         |             | rescissione                                   |
| A        | Francesco Salvemini    | Akragas     | prestito                                      |
| A        | Leonardo Taurino       | Casertana   | prestito                                      |

### Sessione invernale (dal 3/1 al 31/1)
| Acquisti | Acquisti           | Acquisti      | Acquisti   |
| R.       | Nome               | da            | Modalità   |
| -------- | ------------------ | ------------- | ---------- |
| D        | Modibo Diakité     |               | svincolato |
| D        | Andrea Rossi       | Brescia       | prestito   |
| C        | Cristian Ledesma   | Panathīnaïkos | definitivo |
| C        | Mohamed Sissoko    |               | svincolato |
| A        | Robert Acquafresca | Bologna       | definitivo |
| A        | Gaetano Monachello | Atalanta      | prestito   |
| A        | Stefano Pettinari  | Pescara       | prestito   |

| Cessioni | Cessioni           | Cessioni       | Cessioni                                    |
| R.       | Nome               | a              | Modalità                                    |
| -------- | ------------------ | -------------- | ------------------------------------------- |
| P        | Eddi Gava          | Melfi          | definitivo                                  |
| D        | Stefano Cason      | Atalanta       | fine prestito                               |
| D        | Leonardo Sernicola | Fondi          | prestito                                    |
| C        | Armin Bačinovič    | Sambenedettese | definitivo                                  |
| C        | Mohamed Sissoko    |                | svincolato                                  |
| C        | Simone Tascone     | Genoa          | definitivo, 100.000 € + 10% futura vendita, |
| A        | Ignazio Battista   | Viterbese      | prestito                                    |
| A        | Juan Surraco       | Feralpisalò    | definitivo                                  |

## Risultati

### Serie B

#### Girone di andata
| Arbitro: | Rapuano (Rimini) |

|                    |           |  |
| Avenatti 6’ (rig.) | Marcatori |  |

| Arbitro: | Pasqua (Tivoli) |

|                       |           |  |
| Litteri 11’ Salvi 60’ | Marcatori |  |

| Arbitro: | Marinelli (Tivoli) |

|                     |           |          |
| Avenatti 80’ (rig.) | Marcatori | 67’ Báez |

| Arbitro: | Ghersini (Genova) |

|                |           |              |
| R. Bianchi 52’ | Marcatori | 56’ Falletti |

| Terni 20 settembre 2016, ore 20:30 CEST 5ª giornata | Ternana             | 0 – 0 | Bari | Stadio Libero Liberati (3 630 spett.)\| Arbitro: \| Di Paolo (Avezzano) \| |
| Arbitro:                                            | Di Paolo (Avezzano) |       |      |                                                                            |

| Arbitro: | Nasca (Bari) |

|            |           |                 |
| Brosco 26’ | Marcatori | 29’ Meccariello |

| Arbitro: | Saia (Palermo) |

|  |           |                                              |
|  | Marcatori | 30’ (rig.), 42’ (rig.) Pazzini 37’ Siligardi |

| Arbitro: | Pezzuto (Lecce) |

|            |           |  |
| Legati 51’ | Marcatori |  |

| Arbitro: | Di Martino (Teramo) |

|                                       |           |                            |
| Ciaramitaro 34’ Petković 90+4’ (rig.) | Marcatori | 63’ Avenatti 68’ La Gumina |

| Arbitro: | Abbattista (Molfetta) |

|              |           |                    |
| Avenatti 36’ | Marcatori | 90+5’ (rig.) Ciano |

| Arbitro: | Serra (Torino) |

|           |           |  |
| Lašík 28’ | Marcatori |  |

| Arbitro: | Piccinini (Forlì) |

|                                    |           |                                    |
| Di Noia 16’, 28’ Avenatti 22’, 66’ | Marcatori | 2’ Casarini 31’ Adorján 71’ Kupisz |

| Arbitro: | Ros (Pordenone) |

|  |           |             |
|  | Marcatori | 4’ Ceravolo |

| Arbitro: | Minelli (Varese) |

|                                                    |           |                          |
| Perico 32’ Coda 45’ Vitale 45+4’ (rig.) Rosina 70’ | Marcatori | 23’ Palombi 28’ Falletti |

| Arbitro: | Martinelli (Roma) |

|                              |           |  |
| Palombi 1’ Avenatti 26’, 69’ | Marcatori |  |

| Arbitro: | Marini (Roma) |

|             |           |                     |
| Ariaudo 12’ | Marcatori | 41’ (rig.) Avenatti |

| Arbitro: | Piccinini (Forlì) |

|             |           |  |
| Palombi 49’ | Marcatori |  |

| Arbitro: | Di Martino (Teramo) |

|             |           |             |
| Lasagna 51’ | Marcatori | 45’ Palumbo |

| Arbitro: | Illuzzi (Molfetta) |

|                 |           |                                  |
| Petriccione 50’ | Marcatori | 22’ Giacomelli 87’ (rig.) Pucino |

| Arbitro: | Serra (Torino) |

|                                  |           |  |
| Zigoni 4’, 15’, 88’ Beghetto 61’ | Marcatori |  |

| Arbitro: | Mainardi (Bergamo) |

|  |           |             |
|  | Marcatori | 57’ Favilli |

#### Girone di ritorno
| Arbitro: | Piccinini (Forlì) |

|           |           |  |
| Gatto 44’ | Marcatori |  |

| Arbitro: | Saia (Palermo) |

|              |           |  |
| Falletti 66’ | Marcatori |  |

| Arbitro: | Di Martino (Teramo) |

|                                 |           |  |
| Đoković 17’ Granoche 70’ (rig.) | Marcatori |  |

| Arbitro: | Pinzani (Empoli) |

|  |           |              |
|  | Marcatori | 75’ Nicastro |

| Arbitro: | Mainardi (Bergamo) |

|                                        |           |               |
| Brienza 6’ Galano 48’ Floro Flores 72’ | Marcatori | 45+1’ Di Noia |

| Arbitro: | Sacchi (Macerata) |

|  |           |              |
|  | Marcatori | 22’ De Vitis |

| Arbitro: | Illuzzi (Molfetta) |

|                  |           |  |
| Pazzini 14’, 44’ | Marcatori |  |

| Arbitro: | Marinelli (Tivoli) |

|              |           |                                 |
| Falletti 10’ | Marcatori | 25’ (rig.) Aramu 44’ R. Bianchi |

| Arbitro: | Pezzuto (Lecce) |

|                 |           |                |
| Di Noia 6’, 34’ | Marcatori | 90+2’ Coronado |

| Arbitro: | Marini (Roma) |

|               |           |  |
| Rodríguez 60’ | Marcatori |  |

| Arbitro: | Di Paolo (Avezzano) |

|                                                              |           |                      |
| Avenatti 16’ (rig.) Palombi 35’ Meccariello 48’ Falletti 75’ | Marcatori | 74’ (rig.) Ardemagni |

| Arbitro: | Baroni (Firenze) |

|               |           |                  |
| Calderoni 78’ | Marcatori | 54’, 84’ Palombi |

| Arbitro: | Aureliano (Bologna) |

|                     |           |                 |
| Ceravolo 26’ (rig.) | Marcatori | 70’ Meccariello |

| Arbitro: | Manganiello (Pinerolo) |

|              |           |  |
| Avenatti 20’ | Marcatori |  |

| Arbitro: | Mainardi (Bergamo) |

|                   |           |             |
| Mota Carvalho 76’ | Marcatori | 86’ Diakité |

| Arbitro: | Abbattista (Molfetta) |

|                  |           |  |
| Palombi 65’, 74’ | Marcatori |  |

| Arbitro: | Di Martino (Teramo) |

|                        |           |            |
| Crociata 4’ Bisoli 61’ | Marcatori | 7’ Defendi |

| Terni 29 aprile 2017, ore 15:00 CEST 39ª giornata | Ternana           | 0 – 0 | Carpi | Stadio Libero Liberati (3 031 spett.)\| Arbitro: \| Martinelli (Roma) \| |
| Arbitro:                                          | Martinelli (Roma) |       |       |                                                                          |

| Arbitro: | Sacchi (Macerata) |

|  |           |              |
|  | Marcatori | 65’ Falletti |

| Arbitro: | Manganiello (Pinerolo) |

|                    |           |               |
| Pettinari 18’, 33’ | Marcatori | 12’ Antenucci |

| Arbitro: | Illuzzi (Molfetta) |

|              |           |                           |
| Gigliotti 8’ | Marcatori | 65’ Avenatti 68’ Falletti |

### Secondo Turno
| Arbitro: | Martinelli (Roma) |

|                             |           |  |
| Palombi 104’ La Gumina 119’ | Marcatori |  |

### Terzo Turno
| Arbitro: | Calvarese (Teramo) |

|                          |           |  |
| Balzano 41’ Cascione 45’ | Marcatori |  |

## Statistiche

### Statistiche di squadra
Aggiornati al 18 maggio 2017
| Competizione | Punti       | In casa | In casa | In casa | In casa | In casa | In casa | In trasferta | In trasferta | In trasferta | In trasferta | In trasferta | In trasferta | Totale | Totale | Totale | Totale | Totale | Totale | D.R. |
| Competizione | Punti       | G       | V       | N       | P       | Gf      | Gs      | G            | V            | N            | P            | Gf           | Gs           | G      | V      | N      | P      | Gf     | Gs     | D.R. |
| ------------ | ----------- | ------- | ------- | ------- | ------- | ------- | ------- | ------------ | ------------ | ------------ | ------------ | ------------ | ------------ | ------ | ------ | ------ | ------ | ------ | ------ | ---- |
| Serie B      | 49          | 21      | 10      | 4       | 7       | 25      | 19      | 21           | 3            | 6            | 12           | 17           | 33           | 42     | 13     | 10     | 19     | 42     | 53     | - 11 |
| Coppa Italia | terzo turno | 1       | 1       | 0       | 0       | 2       | 0       | 1            | 0            | 0            | 1            | 0            | 2            | 2      | 1      | 0      | 1      | 2      | 2      | 0    |
| Totale       | 49          | 22      | 11      | 4       | 7       | 27      | 19      | 22           | 3            | 6            | 13           | 17           | 35           | 44     | 14     | 10     | 20     | 44     | 55     | - 11 |

### Andamento in campionato
| Giornata  | 1 | 2 | 3 | 4  | 5  | 6  | 7  | 8  | 9  | 10 | 11 | 12 | 13 | 14 | 15 | 16 | 17 | 18 | 19 | 20 | 21 | 22 | 23 | 24 | 25 | 26 | 27 | 28 | 29 | 30 | 31 | 32 | 33 | 34 | 35 | 36 | 37 | 38 | 39 | 40 | 41 | 42 |
| --------- | - | - | - | -- | -- | -- | -- | -- | -- | -- | -- | -- | -- | -- | -- | -- | -- | -- | -- | -- | -- | -- | -- | -- | -- | -- | -- | -- | -- | -- | -- | -- | -- | -- | -- | -- | -- | -- | -- | -- | -- | -- |
| Luogo     | C | T | C | T  | C  | T  | C  | T  | T  | C  | T  | C  | C  | T  | C  | T  | C  | T  | C  | T  | C  | T  | C  | T  | C  | T  | C  | T  | C  | C  | T  | C  | T  | T  | C  | T  | C  | T  | C  | T  | C  | T  |
| Risultato | V | P | N | N  | N  | N  | P  | P  | N  | N  | P  | V  | P  | P  | V  | N  | V  | N  | P  | P  | P  | P  | V  | P  | P  | P  | P  | P  | P  | V  | P  | V  | V  | P  | V  | N  | V  | P  | N  | V  | V  | V  |
| Posizione | 6 | 6 | 5 | 12 | 12 | 11 | 13 | 18 | 18 | 20 | 21 | 17 | 19 | 21 | 17 | 16 | 13 | 14 | 18 | 20 | 21 | 21 | 21 | 21 | 21 | 21 | 22 | 22 | 22 | 21 | 22 | 22 | 20 | 20 | 19 | 20 | 18 | 20 | 20 | 19 | 17 | 17 |

Fonte:  Serie B – Classifiche, su legab.it, Lega Serie B. URL consultato il 4 agosto 2016 (archiviato dall'url originale il 22 maggio 2017).
Legenda:

Luogo: C = Casa; T = Trasferta. Risultato: V = Vittoria; N = Pareggio; P = Sconfitta.